# Melolontha ciliciensis
Melolontha ciliciensis är en skalbaggsart som beskrevs av Rudolph Petrovitz 1962. Melolontha ciliciensis ingår i släktet Melolontha och familjen Melolonthidae. Inga underarter finns listade i Catalogue of Life.